# Women's WorldTour Ronde van Drenthe 2019
Il Women's WorldTour Ronde van Drenthe 2019, tredicesima edizione della corsa e valevole come seconda prova dell'UCI Women's World Tour 2019 categoria 1.WWT, si svolse il 17 marzo 2019 su un percorso di 165,7 km, con partenza da Zuidwolde e arrivo a Hoogeveen, in Belgio. La vittoria fu appannaggio dell'italiana Marta Bastianelli, la quale completò il percorso in 4h24'14", alla media di 37,626 km/h, precedendo le olandesi Chantal Blaak e Ellen van Dijk.
Sul traguardo di Hoogeveen 48 cicliste, su 123 partite da Zuidwolde, portarono a termine la competizione.

## Squadre e corridori partecipanti
| N.      | Cod. | Squadra                         |
| ------- | ---- | ------------------------------- |
| 1-6     | DLT  | Boels-Dolmans Cycling Team      |
| 11-16   | CSR  | Canyon-SRAM Racing              |
| 21-26   | ALE  | ALÉ-Cipollini                   |
| 32-36   | BIG  | Bigla                           |
| 41-46   | CCC  | CCC-Liv                         |
| 51-56   | FDJ  | FDJ Nouv. Aquitaine Futuroscope |
| 61-65   | MTS  | Mitchelton-Scott                |
| 71-76   | PHV  | Parkhotel Valkenburg            |
| 82-86   | TIB  | Team Tibco-SVB                  |
| 91-96   | TVC  | Team Virtu Cycling              |
| 101-106 | TFS  | Trek-Segafredo                  |

| N.      | Cod. | Squadra                    |
| ------- | ---- | -------------------------- |
| 111-116 | VAL  | Valcar Cylance Cycling     |
| 121-126 | WNT  | WNT-Rotor Pro Cycling Team |
| 131-136 | BPC  | Biehler Pro Cycling Team   |
| 141-146 | BDU  | Bizkaia Durango            |
| 151-156 | HPU  | Hitec Products             |
| 161-166 | LSL  | Lotto Soudal Ladies        |
| 171-176 | MOV  | Movistar Team Women        |
| 181-186 | SUN  | Team Sunweb                |
| 191-196 | NLD  | Selezione Paesi Bassi      |
| 201-206 | HMT  | Health Mate-Cyclelive Team |

## Ordine d'arrivo (Top 10)
| Pos. | Corridore         | Squadra    | Tempo    |
| ---- | ----------------- | ---------- | -------- |
| 1    | Marta Bastianelli | Team Virtu | 4h24'14" |
| 2    | Chantal Blaak     | Boels      | s.t.     |
| 3    | Ellen van Dijk    | Trek       | s.t.     |
| 4    | Amy Pieters       | Boels      | a 20"    |
| 5    | Lotte Kopecky     | Lotto      | s.t.     |
| 6    | Amalie Dideriksen | Boels      | s.t.     |
| 7    | Floortje Mackaij  | Sunweb     | s.t.     |
| 8    | Kirsten Wild      | WNT-Rotor  | s.t.     |
| 9    | Romy Kasper       | ALÉ        | s.t.     |
| 10   | Jip van den Bos   | Boels      | s.t.     |